# آنجلا پاتون
 آنجلا پاتون (به انگلیسی: Angela Paton) (زاده ۱۱ ژانویهٔ ۱۹۳۰-درگذشته ۲۶ مهٔ ۲۰۱۶) بازیگر آمریکایی بود.
از فیلم‌های معروف او می‌توان به بازی در به دام افتاده در بهشت، تخته سنگ تمیز و فصل پایانی اشاره کرد.